# 塞夫尔河畔圣安德烈
塞夫尔河畔圣安德烈（法語：Saint-André-sur-Sèvre，法語發音：[sɛ̃.t‿ɑ̃dʁe syʁ sɛvʁ]）是法国德塞夫勒省的一个市镇，属于布雷叙尔区。

## 地理
塞夫尔河畔圣安德烈（46°47'1"N, 0°40'43"W）面积19.85 平方千米，位于法国新阿基坦大区德塞夫勒省，该省份为法国西部内陆省份，北起曼恩-卢瓦尔省，西接旺代省，南至夏朗德省和滨海夏朗德省，东临维埃纳省。
与塞夫尔河畔圣安德烈接壤的市镇（或旧市镇、城区）包括：瑟里宰、塞夫尔河畔拉福雷、默农布莱、蒙图尔奈、圣梅曼。

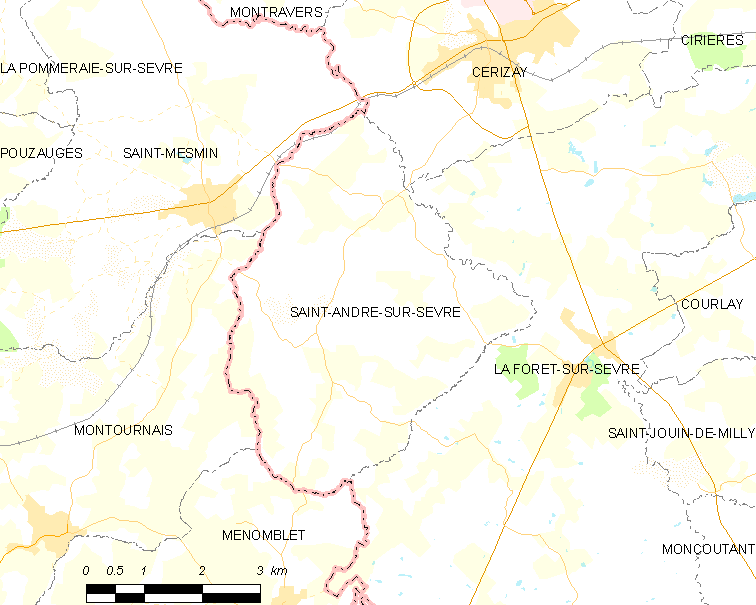
塞夫尔河畔圣安德烈的OSM定位图

塞夫尔河畔圣安德烈的时区为UTC+01:00、UTC+02:00（夏令时）。

## 行政
塞夫尔河畔圣安德烈的邮政编码为79380，INSEE市镇编码为79236。

## 政治
塞夫尔河畔圣安德烈所属的省级选区为瑟里宰县。

## 人口

1962-2008年间塞夫尔河畔圣安德烈人口变化图示

塞夫尔河畔圣安德烈于2022年1月1日时的人口数量为637人。